# Zyzomys argurus
Zyzomys argurus (скельний щур товстохвостий або скельний щур звичайний) — вид мишоподібних гризунів родини мишеві (Muridae). Є ендеміком Австралії, віддає перевагу кам'янистим схилам і осипам, порослим лісом. Тварина веде нічний спосіб життя, вдень ховаючись в прохолодних розщелинах скель. Перебування вдень під пекучим сонцем може викликати сонячний удар і смерть.
Гризун золотаво-коричневого кольору з білим животом. Важить від 25 до 65 грам, довжина тіла від 85 до 140 см. Товстий хвіст, характерний для представників роду Zyzomys, слугує накопичувачем жиру. Хвіст покритий дрібними лусочками і поодинокими волосками. За деяких умов тварина може позбутися шкіри на хвості, що може дозволити гризуну втекти від хижака (аналогічно до автотомії у ящірок).
Досягають статевої зрілості у віці 5-6 місяців. У самок 4 соски, однак народжується зазвичай 2-3 мишеняти. Вагітність триває 35 днів. На 10 день після народження мишеня покривається пухом. на 12 день відкриває очі. В 4-тижневому віці вони припиняють ссати молоко. Тривалість життя в дикій природі невідома, однак в неволі гризун може жити до 4,2 років.
Харчуються вони рослинною їжею: травами, насінням, споживають гриби і комах.
Вид широко поширений і не є під загрозою знищення.